# 团队
团队由若干独立成员共同组建，有临时与长期之分。团队要为某一共同目标而奋斗，这需要团队成员贡献各自不同的专业特长。对团队的管理不同于上下级关系的管理，是横向的交流与沟通而不是纵向的命令与服从。
一个团队由一个共同的目标与动物群組成。特别是進行高複雜性任務的隊伍，需要有許多相互支持的適當分工。
一组本身并不一定构成一个团队。调查组通常有互补性技能的成员，并通过协调一致的努力，让每一位成员最大化他的长处和协同作用，最大限度地减少他的弱点。团队成员需要学习如何互相帮助，帮助其他团队成员实现其真正的潜力，并创造一个环境，让每个人都超越其局限性。
因此，运动队的球员能形成（和重新形式）练习自己的手艺。运输物流业的主管可以选择马，狗或牛队的输送货物的目的。
商业理论家在20世纪后期推广队伍的概念。不同的意见回饋于这一新的管理風潮。一些人认为“团队”(TEAM)作为一个四个字母的英文单词：过度使用並低于有益的;其他人认为这是一个万能药，终于实现了人类关系运动的愿望结合起来是什么运动是最好的工人和管理人员的最佳看待它;还有一些人相信，在球队效力，但也看到，因为他们作为剥削工人的潜在危险 - 在那支球队效力可以依靠同侪压力与同行的监视;比较多的船员结构/技术的概念，并正式和非正式的伙伴关系的优势。

## 團隊類型
品管圈（quality control circle，QCC）
全面品質管理（total quality management，TQM）
全面品質控制（total quality control，TQC )
自我管理團隊（self-managed team）
虛擬團隊（virtual team）

## 團隊的建立[2]
現代組織對於團隊及團隊合作的重視，團隊的建立(team building)成為所有領導者的管理重心。
團隊建立所需注意面向：
1. 慎選團隊成員
2. 設定團隊目標
3. 確立團隊互動程序
4. 有效地領導與激勵